# Иванов, Артём Владимирович
Иванов Артем Владимирович (род. 16 декабря 1987, г. Днепропетровск, СССР) — украинский тяжелоатлет, двукратный серебряный призёр чемпионата Европы, серебряный призёр чемпионата мира по тяжёлой атлетике. Участник Олимпийских игр (2008). Рекордсмен Украины по сумме двух упражнений. Заслуженный мастер спорта.

## Биография
Артем Иванов родился на Днепропетровщине в семье шахтера, потом жил и учился на Донбассе в городке Селидово. Там же и начал занятия тяжелой атлетикой под руководством Виктора Гулака. В 2002 году Артем начал заниматься в Высшем училище олимпийского резерва в Краснолесье и сотрудничать с новым наставником — Михаилом Заргаряном.
Первые серьёзные успехи пришли к Иванову в 2007 году, когда он стал победителем чемпионата мира по тяжёлой атлетике среди юношей в весовой категории до 94 кг. Того же года он впервые принял участие во взрослом чемпионате мира (в весовой категории до 105 кг), однако занял только 20-е место с результатом 365 кг (169+196).
В следующем году молодого спортсмена ожидало испытание Олимпийскими играми в Пекине. В весовой категории до 94 кг Артем Иванов занял 11 место, значительно улучшив свои прошлогодние показатели — 380 кг (170+210). Однако этого оказалось недостаточно, чтобы ворваться в элиту мировой тяжелой атлетики.
На чемпионате мира 2009 в Южной Корее украинский тяжелоатлет показал второй результат в рывке, подняв 180 кг, однако в толчке ему не по силам оказался даже базовый вес. Впрочем, в следующем году Иванов сумел в полной мере реабилитироваться, завоевав серебро на чемпионате мира, так и на чемпионате Европы. Причем на мировом первенстве он показал значительно лучший результат, чем в континентальном — 402 кг (185+217) против 383 кг (180+203).
2011 год мог наконец стать для спорстмена золотым. Впрочем, на чемпионате мира он занял второе место, уступив своему сопернику лишь по показателю личного веса, который у Артема был большим. И Иванов, и Илья Ильин из Казахстана подняли одинаковый вес — 407 кг (186+221 у Иванова).
Накануне Олимпийских игр в Лондоне букмекеры считали Артема одним из главных претендентов на победу в весовой категории до 94 кг. Однако надеждам украинских болельщиков и самого спортсмена не пришлось сбыться — за 20 дней до начала Артем Иванов получил травму на тренировке и вынужден был пропустить главные соревнования четырёхлетия.
Артем Иванов — выпускник Харьковской академии физической культуры, аспирант кафедры циклических видов спорта. После окончания академии поступил в Таврического национального университета имени Вернадского на факультет управления по специальности «Менеджмент».

## Достижения
- Чемпион мира среди юношей (1): 2007
- Вице-чемпион мира (2): 2010, 2011
- Серебряный призёр чемпионата Европы (1): 2010